# تیوفلاوین
تیوفلاوین (به انگلیسی: Thioflavin) با فرمول شیمیایی C۱۷H۱۹ClN۲S یک ترکیب شیمیایی  است. که جرم مولی آن ۳۱۸٫۸۶ g/mol می‌باشد. 